# Rie Kudan

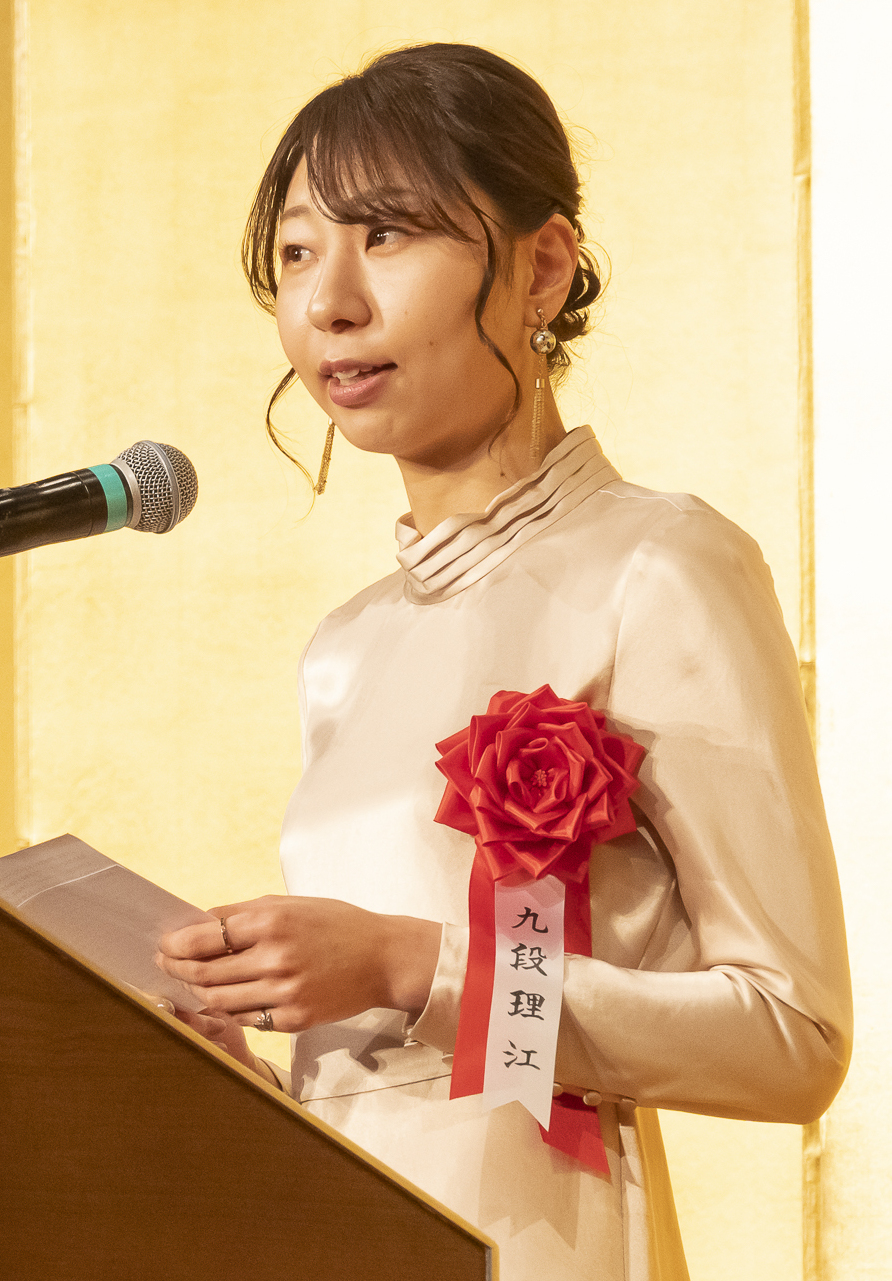

Rie Kudan (?, 九段 理江, Kudan Rie; Urawa, 27 settembre 1990) è una scrittrice giapponese.

## Biografia e carriera
Nata nel 1990 a Urawa, nella prefettura Saitama, vive e lavora nella Prefettura di Chiba.
Ha lavorato part-time presso un rivenditore di libri usati a Kanazawa ed è stata lettrice per una scuola di specializzazione in business internazionale. Ha inoltre lavorato come assistente ricercatrice all'università, cominciando contemporaneamente a scrivere i suoi romanzi.
Ha esordito nella narrativa nel 2021 con il racconto Warui ongaku (lett. "Cattiva musica") vincitore del premio del Bungakukai per autori esordienti.
Nel 2022 è stata candidata  al Premio Akutagawa e al Premio Mishima Yukio con Schoolgirl. Nel 2023 ha ricevuto dall'Agenzia per gli Affari Culturali (文化庁, in inglese Agency for Cultural Affairs o ACA) un premio rivolto ad artisti emergenti. Nello stesso anno è stata insignita del Premio Noma per scrittori emergenti con Shi wo kaku uma.
Nel 2024 ha vinto il prestigioso Premio Akutagawa con il romanzo di fantascienza Tōkyō-to Dōjō-tō e ha dichiarato di aver scritto parte dell'opera (circa il 5%) con l'aiuto dell'intelligenza artificiale, in particolare del chat bot ChatGPT suscitando un dibattito in rete.

## Opere (parziale)

### Opere in volume
- Schoolgirl, Tōkyō, Bungei shunjū, 2022 ISBN 978-416391-508-1
- 東京都同情塔 (Tōkyō-to Dōjō-tō), Tōkyō, Shinchōsha, 2024  ISBN 978-410355-511-7

### Racconti non inclusi in raccolte
- Planet Her あるいは最古のフィメールラッパー (Planet her - Arui ha saiko no fimēru rappā, 2023)
- 彼と彼女の間に投げる短い小説 (Kare to kanojo o aida ni nageru mijikai shōsetsu, 2023)
- しをかくうま (Shi wo kaku uma, 2023)